# Óscar Ruiz
Óscar Julián Ruiz Acosta (Villavicencio, 1 de novembro de 1969) é um ex-árbitro de futebol colombiano que faz parte do quadro da FIFA desde 1995.

## Biografia
Advogado, é fluente em espanhol, inglês e português. Ruiz começou a apitar profissionalmente em 1 de janeiro de 1995 atuando em sua primeira partida internacional em 12 de julho de 1995, na partida entre Paraguai e Venezuela.
Arbitrou as finais da Copa América de 1999; Copa Libertadores da América de 2002, 2003, 2007 e 2010; Copa Sul-Americana de 2007; Copa Merconorte de 1998 e Recopa Sul-Americana de 2006.
Em 29 de outubro de 2010, foi internado em uma clínica de Villavicencio, após passar mal e ser encontrado inconsciente em sua residência. Segundo informações das autoridades locais, ele teria tido contato com uma substância tóxica conhecida como escopolamina.

### Copa do Mundo
Participou da Copa do Mundo FIFA de 2002 arbitrando três partidas: Coréia do Sul 2x0 Polônia - 1ª. fase, Turquia 3x0 China - 1ª. fase, Turquia 1x0 Senegal - quartas de final. Na Copa de 2006 arbitrou apenas uma partida: Holanda 2x1 Costa do Marfim - 1ª. fase.
Participou da Copa do Mundo FIFA 2010, juntamente com os assistentes e compatriotas Abraham Gonzalez e Humberto Clavijo.

## Fim da carreira internacional
Se aposentou, internacionalmente, em 5 de maio de 2011, após arbitrar a partida entre Cerro Porteño e Estudiantes, decidida nos pênaltis, que terminou com a vitória do time paraguaio.